# 야하타 도시히로
야하타 도시히로(일본어: 矢畑 智裕, 1980년 5월 29일 ~ )는 일본의 전 축구 선수이다.

## 구단 경력
과거 가시마 앤틀러스, 베갈타 센다이, 미토 홀리호크, 마쓰모토 야마가 FC에서 활동하였다.